# Casablanca
Casablanca (arabsko الدار البيضاء, latinizirano: al-Dār al-Bayḍāʾ, dob. 'the Bela hiša', IPA: [adˈdaːru ɫbajdˤaːʔ]) je največje mesto v Maroku ter gospodarsko in poslovno središče države. Mesto leži na atlantski obali nižine Chaouia v osrednjem zahodnem delu Maroka in ima približno 3,22 milijona prebivalcev v mestnem območju in več kot 4,27 milijona v metropolitanskem območju Casablanci, zaradi česar je najbolj naseljeno mesto v regiji Magreba in osmo največje v arabskem svetu.
Casablanca je glavno pristanišče Maroka in eno največjih umetnih pristanišč v Afriki in tretje največje pristanišče v Severni Afriki, za Tanger-Med (40 km) vzhodno od Tangerja) in Port Saidom.ref>mystarco (7. april 2022). »Top 10 ports in Africa in 2019 (by volume in TEUs) and port projects in West Africa«. ACS Africa Container Shipping | Specialized logistic solutions provider (v ameriški angleščini). Arhivirano iz spletišča dne 19. decembra 2023. Pridobljeno 10. januarja 2024.</ref> Mesto je tudi glavna pomorska baza za Kraljevo maroško mornarico.
Casablanca je pomembno finančno središče, ki je na lestvici Global Financial Centers Index septembra 2023 na 54. mestu med Brusljem in Rimom. Borza v Casablanci je od decembra 2022 tretja največja borza v Afriki glede na tržno kapitalizacijo.
Večja maroška podjetja ter številna največja ameriška in evropska podjetja, ki delujejo v državi, imajo sedeže in glavne industrijske objekte v Casablanci. Najnovejši industrijski statistični podatki kažejo, da je Casablanca glavno industrijsko območje v državi.

## Etimologija

### Anfa
Pred 15. stoletjem se je naselje v današnji Casablanci imenovalo Anfa, ki je v evropskih virih različno prevedeno kot El-Anfa, Anafa ali Anaffa, Anafe, Anife, Anafee, Nafe in Nafee. Ibn Khaldun je ime pripisal Anfaçi, veji magrebskega plemena Auréba, čeprav je sociolog André Adam to trditev ovrgel zaradi odsotnosti tretjega zloga. Nahum Slouschz je podal hebrejsko etimologijo, pri čemer se je skliceval na Gesenijev leksikon: anâphâh (vrsta ptice) ali anaph (obraz, postava), čeprav je Adam to zavrnil z argumentom, da bi celo judaizirano prebivalstvo še vedno govorilo tamazit (berberski jezik). Adam je tudi ovrgel arabsko etimologijo, أنف (anf, 'nos'), saj je mesto nastalo pred jezikovno arabizacijo države in izraz anf ni bil uporabljen za opis geografskih območij. Adam je potrdil tamazitsko etimologijo - od anfa 'hrib', anfa 'rt na morju', ifni 'peščena plaža' ali anfa 'gumno' - čeprav je ugotovil, da razpoložljive informacije niso zadostne, da bi natančno ugotovili, kaj.
Ime Anfa se je na zemljevidih uporabljalo do približno leta 1830 - na nekaterih do leta 1851 - kar Adam pripisuje težnji kartografov po posnemanju prejšnjih zemljevidov.

### Casablanca
Ko je alavijski sultan Mohamed ben Abdallah (okoli 1710–1790) mesto obnovil po uničenju v potresu leta 1755, se je preimenovalo v ad-Dār al-Bayḍā (الدار البيضاء Bela hiša), čeprav se v ljudskem jeziku uporablja izgovarjava Dar al-Baiḍā (دار البيضاء dobesedno hiša Belih, čeprav v maroškem arabskem jeziku ohranja prvotni pomen Bele hiše).
Izvor imena Casablanca ni jasen, čeprav je bilo predlaganih več teorij. André Adam omenja legendo o sufijskem svetniku in trgovcu Alalu al-Kairavaniju, ki naj bi prišel iz Tunizije in se naselil v Casablanci s svojo ženo Lalo al-Baiḍāʾ (لالة البيضاء Bela dama). Vaščani  Medioune naj bi se oskrbovali v Dar al-Baiḍā (دار البيضاء Hiša Belih).
Pravzaprav se zdi, da je na nizkem hribu nekoliko v notranjosti nad ruševinami Anfe in tik zahodno od današnjega mestnega središča obstajala pobeljena stavba, verjetno sufijska zavija, ki je mornarjem služila kot mejnik. Portugalski kartograf Duarte Pacheco Pereira je v začetku 16. stoletja zapisal, da je mesto zlahka prepoznavno po stolpu, navtični vodniki iz poznega 19. stoletja pa kot referenčno točko še omenjajo »beli stolp«. Portugalski pomorščaki so sodobno arabsko ime preimenovali v Casa Branca ([kazɐ'bɾɐ̃kɐ] Bela hiša) namesto Anfa. Ime Casablanca je bilo takrat kalk portugalskega imena, ko so Španci prevzeli trgovino prek Iberske unije.
Med francoskim protektoratom v Maroku je ime ostalo Casablanca (izgovorjava [kazablɑ̃ka]). Danes Maročani mesto še vedno imenujejo Casablanca ali na kratko Casa ali z arabskim imenom, ki se v maroški arabščini izgovarja d-Dār l-Biḍā ali v standardni arabščini ad-Dāru-l-Bayḍā'.

## Zgodovina

### Zgodnja zgodovina
Območje, ki je danes Casablanca, so ustanovili in naselili Berberi do 7. stoletja pred našim štetjem. Kot pristanišče so ga uporabljali Feničani, nato pa Rimljani. V svoji knjigi Opis Afrike Leo Africanus starodavno Casablanco imenuje Anfa, veliko mesto, ustanovljeno v berberskem kraljestvu Barghavata leta 744 n. št.. Verjel je, da je Anfa najbolj »uspešno mesto na atlantski obali zaradi svoje rodovitne zemlje«. Barghavata se je v tem času dvignila kot neodvisna država in nadaljevala, dokler je leta 1068 niso osvojili Almoravidi. Po porazu Barghavata v 12. stoletju so se v regiji naselila arabska plemena porekla Hilal in Sulaim, ki so se pomešala z lokalnimi Berberi, kar je pripeljalo do razširjena arabizacija. V 14. stoletju, pod Merinidi, je Anfa postala pomembna kot pristanišče. Zadnji izmed Merinidov je bil leta 1465 odgnan z ljudskim uporom.

### Portugalsko osvajanje in španski vpliv
V zgodnjem 15. stoletju je mesto ponovno postalo neodvisna država in se pojavilo kot varno pristanišče za pirate in zasebnike. Leta 1468 so Portugalci mesto zbombardirali v ruševine. Mesto, ki je zraslo okoli njega, se je imenovalo Casa Branca, kar v portugalščini pomeni 'bela hiša'.
Mesto je med letoma 1756 in 1790 dokončno obnovil sultan Mohamed ben Abdallah, vnuk Mulaj Ismaila in zaveznik Georgea Washingtona, s pomočjo Špancev iz bližnjega emporiuma. Mesto se je imenovalo ad-Dār al-Bayḍāʼ (الدار البيضاء), arabski prevod portugalske Casa Branca.

### Kolonialni boj
V 19. stoletju je prebivalstvo območja začelo naraščati, ko je postalo glavni dobavitelj volne za cvetočo tekstilno industrijo v Veliki Britaniji, ladijski promet pa se je povečal (Britanci so v zameno začeli uvažati China gunpowder, ki se uporablja v maroški nacionalni pijači, metin čaj ). Do leta 1860 je bilo tam okoli 5000 prebivalcev, prebivalstvo pa je do poznih 1880-ih naraslo na okoli 10.000. Casablanca je ostala skromno veliko pristanišče, s prebivalstvom, ki je v nekaj letih po francoskem osvajanju in prihodu francoskih kolonialistov leta 1906 doseglo približno 12.000 prebivalcev. Do leta 1921 se je to število povečalo na 110.000, predvsem zaradi razvoja barakarskih naselij.

#### Bombardiranje Casablance
Pogodba iz Algecirasa iz leta 1906 je formalizirala francosko premoč v Maroku in vključevala tri ukrepe, ki so neposredno vplivali na Casablanco: da bodo francoski uradniki nadzirali operacije na carini in zasegli prihodke kot zavarovanje za posojila, ki jih je dala Francija, da bo francoski holding La Compagnie Marocaine razvijal pristanišče Casablanca in da se bo sestavila francosko-španska policija, ki bo patruljirala v pristanišču.
Za izgradnjo pristaniškega valobrana je bila junija 1907 položena ozkotirna proga za majhno lokomotivo Decauville, ki naj bi povezala pristanišče s kamnolomom v Roches Noiresu in peljala skozi sveto pokopališče Sidi Belyout. V uporu proti temu in ukrepom pogodbe iz Algecirasa iz leta 1906 so pripadniki plemena Chaouia napadli lokomotivo in ubili 9 delavcev Compagnie Marocaine – 3 Francoze, 3 Italijane in 3 Špance.
V odgovor so Francozi avgusta 1907 bombardirali mesto z več topovnjačami in izkrcali vojake v mestu, kar je povzročilo resno škodo in ubilo med 600 in 3000 Maročanov. Ocene skupnih žrtev so kar 15.000 mrtvih in ranjenih. Takoj po bombardiranju in napotitvi francoskih vojakov so bili oplenjeni evropski domovi in Mellah ali judovska četrt, ki je bila tudi zažgana.
Ker je bila Oujda že zasedena, sta bombardiranje in vojaška invazija na mesto odprla zahodno fronto za francosko vojaško osvajanje Maroka.
- Moški pregleduje iztirjeno lokomotivo Decauville na prizorišču napada, ki je služil kot izgovor za francosko bombardiranje Casablance leta 1907.[19]
- Razglednica, ki prikazuje francosko križarko Gloire, ki se umika topniškemu streljanju na mesto med bombardiranjem Casablance avgusta 1907
- Kaid iz Casablance, Si Boubker Ben Bouzid Slaoui, ujetnik na francoski križarki Galilée
- Maroška trupla v množičnem grobu leta 1907

### Francoska vladavina in vpliv
Francoski nadzor nad Casablanco je bil formaliziran marca 1912, ko je bil s Feškim sporazumom ustanovljen francoski protektorat. Pod francoskim imperialnim nadzorom je Casablanca postala kolonialno pristanišče.
Takoj na začetku 20. stoletja, ko je bil Maroko uradno razglašen za francoski protektorat, so se Francozi odločili, da oblast prenesejo na obalna območja Maroka (tj. Rabat in Casablanca) na račun njegovih notranjih območij (tj. Fes in Marakeš). Rabat je postal upravna prestolnica države, Casablanca pa gospodarska prestolnica.
General Hubert Lyautey je načrtovanje novega kolonialnega pristaniškega mesta zaupal Henriju Prostu. Tako kot v drugih maroških mestih je Prost zasnoval evropski ville nouvelle zunaj obzidja medine. V Casablanci je zasnoval tudi novo ville indigène za namestitev Maročanov, ki prihajajo iz drugih mest.
Evropejci so predstavljali skoraj polovico prebivalstva Casablance.
Kolonialne oblasti so izkoristile izbruh tifusa v letih 1937-1938, da bi upravičile prisvajanje mestnih prostorov v Casablanci. Maročani, ki so živeli v neformalnih stanovanjih, so bili izgnani iz središča in razseljeni, zlasti v Carrières Centrales.

### Druga svetovna vojna
Potem ko je Francoz Philippe Pétain podpisal premirje z nacisti, je ukazal francoskim enotam v francoskem kolonialnem imperiju, naj branijo francosko ozemlje pred vsemi agresorji – zavezniškimi ali drugimi – ki uporabljajo politiko »asimetrične nevtralnosti« v korist Nemcev. Francoski kolonisti v Maroku so na splošno podpirali Pétaina, medtem ko so bili Maročani naklonjeni de Gaullu in zaveznikom.
Operacija Torch, ki se je začela 8. novembra 1942, je bila britansko-ameriška invazija francoske Severne Afrike med severnoafriško kampanjo druge svetovne vojne. Zahodna delovna skupina, sestavljena iz ameriških enot pod vodstvom generalmajorja Georgea S. Pattona in kontraadmirala Henryja Kenta Hewitta, je izvedla invazijo na Mehdijo, Fedhalo in Asfi. Ameriške sile so zavzele Casablanco izpod nadzora Vichyja, ko se je Francija predala 11. novembra 1942, vendar se je pomorska bitka pri Casablanci nadaljevala, dokler ameriške sile 16. novembra niso potopile nemške podmornice U-173.
V Casablanci je bilo letališče Berrechid, veliko ameriško letalsko oporišče, ki se je med drugo svetovno vojno uporabljalo kot postajališče vseh ameriških letal za evropske operacije. Letališče je od takrat postalo mednarodno letališče Mohameda V.

### Proti neodvisnosti
V 1940-ih in 1950-ih je bila Casablanca glavno središče protifrancoskih nemirov.
7. aprila 1947 so senegalski Tirailleurs v službi francoske kolonialne vojske sprožili pokol delavskega razreda Maročanov, ravno ko naj bi imel sultan Mohamed V. govor v Tangerju, v katerem je pozival k neodvisnosti.
Nemiri v Casablanci so potekali od 7. do 8. decembra 1952 kot odgovor na atentat na tunizijskega sindikalista Farhata Hacheda, ki ga je ubil La Main Rouge - tajno militantno krilo francoske obveščevalne službe. Nato je 25. decembra 1953 (božič) Muhamed Zarktuni orkestriral bombni napad na osrednjo tržnico Casablance kot odgovor na prisilno izgnanstvo sultana Mohameda V. in kraljeve družine 20. avgusta (Eid al-Adha) istega leta.

### Od osamosvojitve
Maroko se je od Francije osamosvojil leta 1956. Obdobje po osamosvojitvi je bilo priča pomembnim urbanim spremembam in družbeno-ekonomskim premikom, zlasti v soseskah, kot je Hay Mohammadi, na katere so močno vplivale neoliberalne politike in državni projekti prenove mest.

## Geografija
Casablanca leži ob atlantski obali ravnic Chaouia, ki so bile v zgodovini žitnica Maroka. Poleg atlantske obale je gozd Bouskoura edina naravna znamenitost v mestu. Gozd je bil zasajen v 20. stoletju in je sestavljen večinoma iz evkaliptusa, palm in borovcev. Je na pol poti do mednarodnega letališča.
Edini vodotok v Casablanci je oued Bouskoura, majhen sezonski potok, ki je do leta 1912 dosegel Atlantski ocean blizu dejanskega pristanišča. Večina struge oued Bouskoura je bila pokrita zaradi urbanizacije in samo del južno od ceste El Džadida je zdaj mogoče videti. Najbližja stalna reka Casablanci je Oum Rabia, 70 km proti jugovzhodu.

### Podnebje
Casablanca ima vroče poletno sredozemsko podnebje (Köppnova podnebna klasifikacija Csa). Hladni Kanarski tok ob atlantski obali blaži temperaturna nihanja, zaradi česar je podnebje izjemno podobno podnebju obalnega Los Angelesa s podobnimi temperaturnimi razponi. Letno povprečje mesta je 72 dni s precejšnjimi padavinami, kar znaša 412 mm na leto. Najvišja in najnižja temperatura, kadarkoli zabeležena v mestu, je 40,5 °C oziroma −2,7 °C. Največja količina padavin, zabeležena v enem dnevu, je 30. novembra 2010 znašala 178 mm.

## Gospodarstvo
Regija Grand Casablanca velja za lokomotivo razvoja maroškega gospodarstva. Pritegne 32 % proizvodnih enot v državi in 56 % industrijske delovne sile. Regija porabi 30 % nacionalne proizvodnje električne energije. S 93 milijardami MAD regija prispeva 44 % industrijske proizvodnje kraljestva. Približno 33 % nacionalnega industrijskega izvoza, 27 milijard MAD, prihaja iz Grand Casablance; 30 % maroške bančne mreže je skoncentriranih v Casablanci.
Eden najpomembnejših izvoznih izdelkov Casablance je fosfat. Druge industrije so ribištvo, konzerviranje rib, žage, proizvodnja pohištva, gradbeni material, steklo, tekstil, elektroniko, usnjarstvo, predelava hrane, žgane pijače, brezalkoholne pijače in cigarete.
Dejavnosti obmorskih pristanišč Casablanca in Mohammedia predstavljajo 50 % mednarodnih komercialnih tokov Maroka. Skoraj celotna obala Casablance je v razvoju, predvsem gradnja ogromnih zabaviščnih centrov med pristaniščem in mošejo Hasana II., projekt Anfa Resort, poslovno, zabaviščno in bivalno središče Megarama, nakupovalno-zabaviščni kompleks Morocco Mall ter popolna prenova obalne pešpoti. Park Sindbad je bil prav tako obnovljen z vožnjami, igrami in zabavnimi storitvami.
Casablanca je pomembno finančno središče, ki je na lestvici Global Financial Centers Index septembra 2023 na 54. mestu med Brusljem in Rimom. Borza v Casablanci je od decembra 2022 tretja največja borza v Afriki glede na tržno kapitalizacijo.
Royal Air Maroc ima sedež na prejšnjem letališču Casablanca-Anfa. Leta 2004 je družba objavila, da seli svoj sedež iz Casablance na lokacijo v provinci Nouaceur, blizu mednarodnega letališča Mohameda V. Sporazum o izgradnji sedeža v Nouaceurju je bil podpisan leta 2009, vendar ni bil nikoli izveden.

### Turizem
Čeprav mednarodno letališče Mohameda V. sprejema večino mednarodnih letov v Maroko, mednarodni turizem v Casablanci ni tako razvit kot v mestih, kot sta Fes in Marakeš.
Mošeja Hasana II., ki je druga največja mošeja v Afriki in sedma največja na svetu, je glavna turistična atrakcija mesta. Obiskovalci si pridejo ogledat tudi bogato arhitekturno dediščino mesta.
Priljubljena mesta za nacionalni turizem vključujejo nakupovalna središča, kot so Morocco Mall, Anfa Place, nakupovalni center Marina in center Tachfine. Dodatna mesta so Corniche in plaža Ain Diab ter parki, kot sta park Arabske lige ali zabaviščni park Sindibad.

## Upravne delitve
Casablanca je občina, del regije Casablanca-Settat. Občina je razdeljena na osem okrožij ali prefektur, ki so same razdeljene na 16 pododdelkov ali arondismanov in eno občino. Okraji in njihovi pododdelki so: 
1. Aïn Chock (عين الشق) – Aïn Chock (عين الشق)
2. Aïn Sebaâ – Hay Mohammadi (عين السبع الحي المحمدي) – Aïn Sebaâ (عين السبع), Hay Mohammadi (الحي المحمدي), Roches Noires (روش نوار).
3. Anfa (أنفا) – Anfa (أنفا), Maârif (المعاريف), Sidi Belyout (سيدي بليوط).
4. Ben M'Sick (بن مسيك) – Ben M'Sick (بن مسيك), Sbata (سباته).
5. Sidi Bernoussi (سيدي برنوصي) – Sidi Bernoussi (سيدي برنوصي), Sidi Moumen (سيدي مومن).
6. Al Fida – Mers Sultan (الفداء – مرس السلطان) – Al Fida (الفداء); Mehuar (المشور) (občina), Mers Sultan (مرس السلطان).
7. Hay Hassani (الحي الحسني) – Hay Hassani (الحي الحسني).
8. Moulay Rachid (مولاي رشيد) – Moulay Rachid (مولاي رشيد), Sidi Othmane (سيدي عثمان).

## Demografija
Občina Casablanca je v maroškem popisu leta 2014 zabeležila 3.359.818 prebivalcev. Približno 98 % živi v mestnih območjih. Okrog 25 % prebivalcev je mlajših od 15 let, 9 % pa jih je starejših od 60 let. Prebivalstvo mesta je približno 11 % celotnega prebivalstva Maroka. Grand Casablanca je največje mestno območje v Magrebu. 99,9 % prebivalstva Maroka je arabskih in berberskih muslimanov. V času francoskega protektorata v Maroku so evropski kristjani predstavljali skoraj polovico prebivalstva Casablance. Od maroške neodvisnosti leta 1956 se je evropsko prebivalstvo močno zmanjšalo. Mesto je še vedno tudi dom majhne skupnosti maroških kristjanov, pa tudi majhne skupine tujih rimskokatoliških in protestantskih prebivalcev.

## Arhitektura
Arhitektura in urbani razvoj Casablance sta zgodovinsko pomembna. Mesto je dom številnih pomembnih stavb v različnih slogih, vključno s tradicionalno maroško arhitekturo, različnimi kolonialnimi arhitekturnimi slogi, Art nouveau, art décojem, neomavrsko, modernizmom, brutalizmom in drugimi. Med francoskim protektoratom je francoska vlada opisala Casablanco kot »laboratorij urbanizma«.
Delo Groupe des Architectes Modernes Marocains (GAMMA) na javnih stanovanjskih projektih - kot je Carrières Centrales v Hay Mohammadiju - v slogu, opisanem kot vernakularni modernizem, je vplivalo na modernistično arhitekturo po vsem svetu.<ref>»Adaptations of Vernacular Modernism in Casablanca«. Arhivirano iz spletišča dne 24. avgusta 2021. Pridobljeno 3. julija 2020.</ref
Casamémoire in MAMMA sta dve organizaciji, ki se ukvarjata z ohranjanjem in vrednotenjem arhitekturne dediščine mesta.
Večina mestnih bogoslužnih prostorov so muslimanske mošeje. Ostajajo tudi nekatere mestne sinagoge, kot je sinagoga Ettedgui. Obstajajo tudi krščanske cerkve; nekatere so še vedno v uporabi - zlasti s strani zahodnoafriške migrantske skupnosti - medtem ko so bile številne cerkve, zgrajene v kolonialnem obdobju, spremenjene, kot je cerkev Srca Jezusovega.